# 指挥领导 (纳粹党)
指挥领导（Befehlsleiter）是納粹德國的一个政治衔级。指挥领导是纳粹党的高级职衔，只有大区长官（Gauleiter）和全国领导（Reichsleiter）的等级高于指挥领导，但大区长官和全国领导全都由希特勒直接任命产生，都不在党的常规晋升系统里，因此指挥领导也就成了一般党员所能取得的最高职衔。直到1939年，县长官（Kreisleiter）和地方集团长官（Ortsgruppenleiter）还都是纳粹党政系统中的第四和第五级职衔，但二战爆发后，这两个职衔就变成有名无实的头衔了。